# Skarðsbók
|  | No s'ha de confondre amb Skarðsárbók, una versió del llibre dels assentaments. |

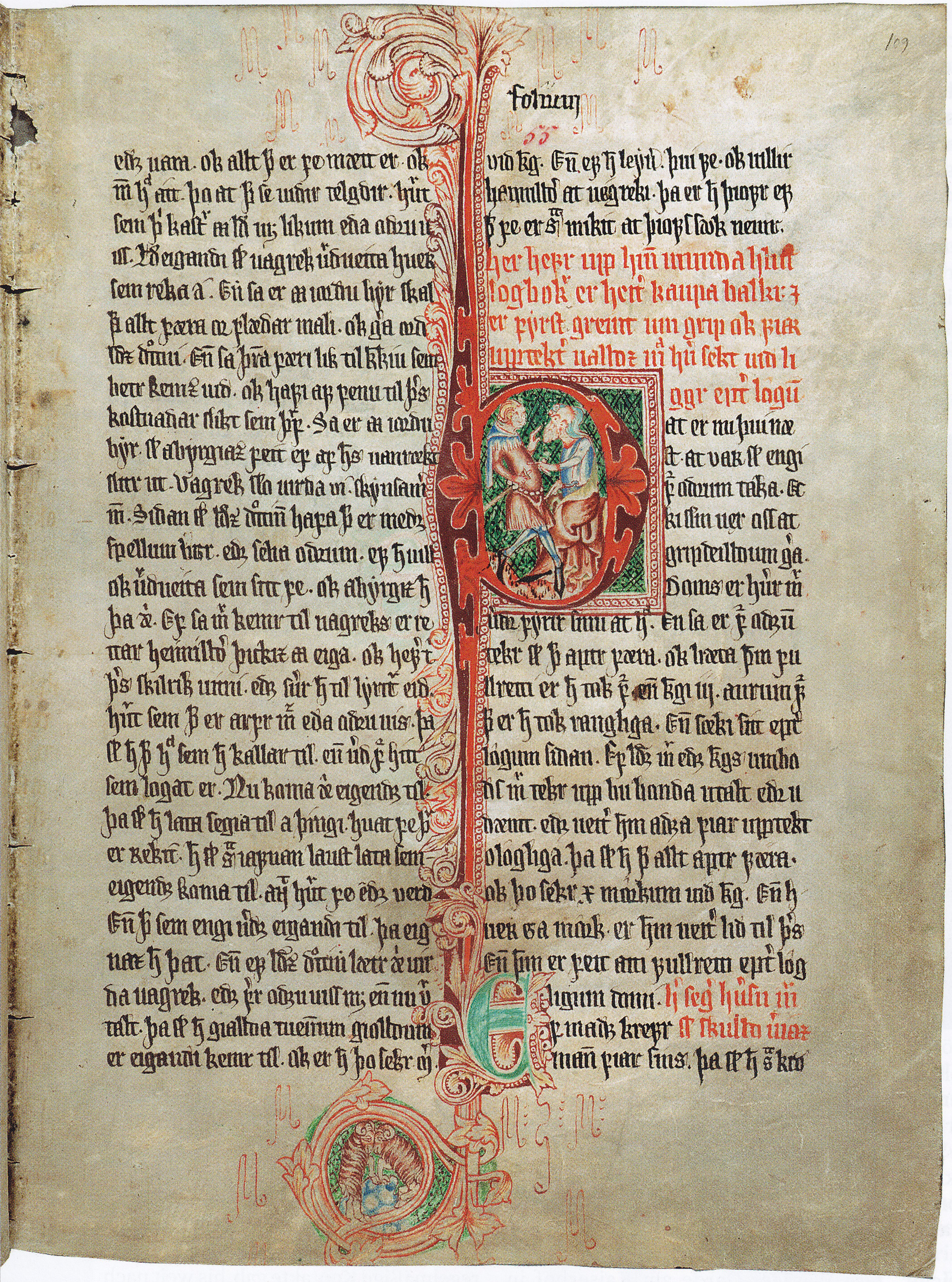
Detall d'una pàgina i miniatura de Skarðsbók Jónsbókar.

Skarðsbók és un text manuscrit del segle XIV d'autoria anònima. Existeixen dues versions conegudes:
- Skarðsbók Jónsbókar (Codex Scardensis), és un còdex de lleis, conté el Jónsbók i unes reformes addicionals anomenades réttarbót que feia més comprensible el redactat i es justificaven sota esmena notarial. Es va escriure el 1363, possiblement al monestir de Helgafell i a petició de l'advocat Ormur Snorrason (m. 1402) de Skarði á Skarðsströnd. L'original es troba a la col·lecció de l'Institut Árni Magnússon codificat com a AM 350 fol.

- Skarðsbók postulasagna (o dels apòstols), va estar dipositat a l'església de Skarði á Skarðsströnd però va desaparèixer el 1820. Posteriorment es va trobar en una col·lecció privada a Anglaterra i va sortir a subhasta pública el 30 de novembre de 1965, adquirida per bancs islandesos i cedit a la nació d'Islàndia, també es troba a l'Institut Árni Magnússon i codificat com a SÁM 1 fol.